# Il professor Layton e i misteri buffi
Il professor Layton e i misteri buffi (レイトン教授とユカイな事件?, Layton kyōju to yukai na jiken) è un manga kodomo giapponese creato da Naoki Sakura, e pubblicato dalla Shogakukan in Giappone sulla rivista Bessatsu CoroCoro Comic dal febbraio 2008. È stato distribuito in Italia a partire dal 22 dicembre 2011 dalla Panini Comics.

## Trama
Il manga è stato creato dal videogioco di rompicapi avente per protagonista il professor Layton, in compagnia del suo assistente, Luke Triton, e della giovane Flora Reinhold. Anche nel manga vi sono infatti numerosi enigmi da risolvere ma sono presenti anche le soluzioni.

## Personaggi

### Professor Hershel Layton
Hershel Layton è uno studioso e professore di archeologia, che però si occupa anche di misteri ed enigmi. Possiede uno studio e ha un assistente, Luke Triton, compagno di avventure. È oggetto dell'amore di Flora, la quale lo difende quando Luke lo accusa di qualcosa. Layton gioca spesso scherzi a Luke, anche se in alcuni episodi del manga dimostra di tenerci molto al suo assistente: quando Layton trova un corno finto del famoso pinguino con le corna, non lo dice a Luke, poiché pensa che possa rimanere rattristito dal fatto che quell'animale di suo grande gusto non era vero. Adora prendere il tè, tanto che in un episodio manga bonus viene mostrata la domenica di Layton a vignette, passata proprio a sorseggiare il tè, di qualsiasi tipo. In un'altra occasione, Layton va in un ristorante gestito dal signor Cookin (che sembra essere proprio il cuoco del Molentary Express in Il professor Layton e lo scrigno di Pandora), egli pretende di avere un tè e quando il cuoco gli dice che non può servirgli il tè, Layton va su tutte le furie, poiché Layton ritiene indispensabile per vivere il tè.

### Luke Triton
Luke è l'assistente del professor Layton ed è un grande amico di Flora. Vorrebbe ottenere lo studio di Layton e detesta la macchina del suo mentore, ritenendola un macinino, tanto da arrivare fino a farla esplodere nel capitolo del primo volume Il professor Layton e... professor maiale?. A differenza del videogioco, Luke è un ragazzo sarcastico che tende a prendere a calci il suo maestro. Inoltre, quando capisce che Layton gli sta giocando uno scherzo, fa una contromossa, che faccia credere a Layton il fatto che egli ci abbia creduto e che sia arrivato fino a fare certe cose. Tuttavia, spesso dimostra di essere affezionato al professor Layton, anche se spesso dubita di ciò che dice.

### Flora Reinhold
Flora è una ragazza giovane e ingenua. Proviene dalla città di Saint-Mystere e si è unita fin da principio al professor Layton, per il quale si è presa una cotta. Non sa cucinare per niente, anche se lei si ritiene un'abile chef. Si ritiene anche una grande travestitrice, anche se viene sempre riconosciuta da tutti, meno che dal professore e da Luke. Oltre che al professor Layton, è molto legata a Luke, il quale è il suo migliore amico. Come detto prima, è molto ingenua, tanto da credere che un maiale con un cappello identico a quello di Layton sia proprio il mentore di Luke tramutato in maiale.

### Don Pablo
È l'acerrimo nemico di Layton, ed è sempre lui a creare i piani per far fuori il professore. È il quarto personaggio più importante della serie, dopo il professor Layton, Luke e Flora. Non vuole che Luke e Layton lo chiamino semplicemente Pablo, dato che non vuole che i suoi nemici abbiano confidenza con lui. È molto abile a travestirsi, tanto da mettersi sotto le spoglie sia di Layton che di Flora. Ha costruito un robot per uccidere Layton, ma dato che era difettoso (perché provava a uccidere anche il suo creatore), Don Pablo l'ha buttato nelle fogne, anche se poi il robot ha deciso di provare a raggiungere comunque il suo obiettivo finale.

## Volumi
| Nº | Titolo italiano Giapponese 「Kanji」 - Rōmaji                                                               | Data di prima pubblicazione             | Data di prima pubblicazione |
| Nº | Titolo italiano Giapponese 「Kanji」 - Rōmaji                                                               | Giapponese                              | Italiano                    |
| 1  | Il professor Layton e i misteri buffi 1 「レイトン教授とユカイな事件 1」 - Layton kyōju to yukai na jiken 1 | 27 novembre 2008 ISBN 978-4-09-140768-9 | 22 dicembre 2011            |
| 2  | Il professor Layton e i misteri buffi 2 「レイトン教授とユカイな事件 2」 - Layton kyōju to yukai na jiken 2 | 27 novembre 2009 ISBN 978-4-09-140859-4 | 26 aprile 2012              |
| 3  | Il professor Layton e i misteri buffi 3 「レイトン教授とユカイな事件 3」 - Layton kyōju to yukai na jiken 3 | 26 novembre 2010 ISBN 978-4-09-141144-0 | 26 luglio 2012              |
| 4  | Il professor Layton e i misteri buffi 4 「レイトン教授とユカイな事件 4」 - Layton kyōju to yukai na jiken 4 | 28 giugno 2012 ISBN 978-4-09-141350-5   | 19 settembre 2013           |